# Conus portobeloensis
Espèce
Statut de conservation UICN

 LC  : Préoccupation mineure
Conus portobeloensis est une espèce de mollusques gastéropodes marins de la famille des Conidae.
Comme toutes les espèces du genre Conus, ces escargots sont prédateurs et venimeux. Ils sont capables de « piquer » les humains et doivent donc être manipulés avec précaution, voire pas du tout.

## Distribution
Cette espèce est présente dans la mer des Caraïbes au large du Panama.

### Niveau de risque d’extinction de l’espèce
Selon l'analyse de l'UICN réalisée en 2011 pour la définition du niveau de risque d'extinction, cette espèce se trouve dans le sud du Honduras, du Nicaragua, du Costa Rica et du Panama. Il n'y a pas de menaces connues. Cette espèce est classée dans la catégorie " préoccupation mineure ".

## Taxonomie

### Publication originale
L'espèce Conus portobeloensis a été décrite pour la première fois en 1990 par le malacologiste américain Edward James Petuch (d) dans « The Nautilus »,.

### Synonymes
- Conus (Dauciconus) portobeloensis Petuch, 1990 · appellation alternative
- Dauciconus portobeloensis (Petuch, 1990) · non accepté
- Gradiconus portobeloensis (Petuch, 1990) · non accepté